# 协同庆票号旧址
协同庆票号旧址，位于中国山西省晋中市平遥县平遥古城南大街45号。
协同庆票号创办于清咸丰六年（1856年），由榆次聂家店村的王栋和平遥王智村的米秉义两家合资经营。票号主要从事异地汇兑及存放款业务，分庄达33个，遍布全国各地。地下金库面积就有200多平方米。民国二年（1913年）歇业，历时58年。
1994年12月28日，协同庆票号旧址公布为平遥县文物保护单位。。2000年10月，票号旧址开始修复，随后开辟为协同庆钱庄博物馆，为国家4A级旅游景区。